# Rome, Illinois
Rome är en ort i Peoria County i delstaten Illinois, USA.